# Love Liberty Disco
Love Liberty Disco è l'ottavo album in studio del gruppo musicale australiano Newsboys, pubblicato il 16 novembre 1999.

## Tracce
Testi e musiche di Peter Furler e Philip Urry, eccetto dove indicato.
1. Beautiful Sound – 3:46
2. Love Liberty Disco – 3:43 (Peter Furler, Jeff Frankenstein, Jody Davis, Duncan Phillips, Philip Urry)
3. Forever Man – 3:13
4. Good Stuff – 2:59
5. Everyone's Someone – 5:14
6. Say You Need Love – 3:18
7. I Would Give Everything – 3:22
8. Break – 3:20
9. I Surrender All – 4:12 (Peter Furler, John P. Kee)
10. Fall on You – 2:30

## Classifiche
| Classifiche (1999) | Posizione massima |
| ------------------ | ----------------- |
| Stati Uniti        | 80                |